# John Pym
John Pym (8 de diciembre de 1584-1643) fue un miembro de la Cámara de los Comunes y líder del Partido Puritano durante la primera guerra civil inglesa, luchó contra el absolutismo personificado en la dinastía Estuardo y el catolicismo, en favor de la difusión de la Reforma y los valores de la Constitución parlamentarista inglesa.

## Vida antes de la política
Poco o nada se sabe de la infancia de John Pym. Nació en 1584 en Brymore, Somerset en el seno de una familia de la baja nobleza, lo equivalente a los hidalgos españoles. Su padre murió siendo él muy joven y su madre se casó en segundas nupcias con Sir Anthony Rous. Estudió en Broadgates Hall derecho, desviando su vocación prontíamente hacia la política.

## Vida política
John Pym comenzó su carrera política en 1614. Firme defensor del puritanismo, el calvinismo y el pueblo, era muy popular en la cámara baja por sus discursos contra el absolutismo y la Iglesia católica. Durante la época de 1621, él fue uno de los muchos parlamentarios encerrados en su propia casa por orden del rey. 
Durante el reinado de Carlos I, sus actividades cobraron de nuevo vigor ante el despotismo real y las continuas disoluciones del Parlamento de Londres.
Ya, en 1642, John Pym, acusado varias veces de traición, apoyó la causa Parlamentarista, erigiéndose líder indiscutible del entonces partido más fuerte, el puritano, defendido por Henry Ireton, Thomas Fairfax, y Oliver Cromwell.

## Muerte
No llegó, sin embargo, a ver el fin de la empresa. Antes de la capitulación del ejército real, John Pym moría en 1643 de un cáncer en Derby House. Su cadáver era exhumado y enterrado en Westminster Abbey, aunque con la Restauración (1660) fue desenterrado y enterrado de nuevo en una fosa común. No llegó a ver el final de las Guerras Civiles ni a la Commonwealth de Cromwell.